# Ion Sturza

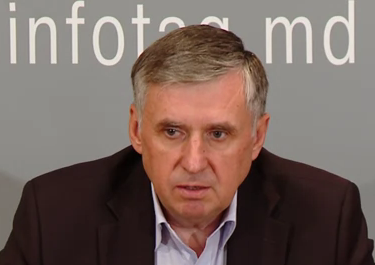
Ion Sturza

Ion Sturza (* 9. Mai 1960 in Pîrjolteni, Rajon Călărași) ist ein moldauischer Politiker und war von Februar bis Dezember 1999 Ministerpräsident der Republik Moldau.

## Biografie

### Familiäre Herkunft und Aufstieg zum Großunternehmer
Sturza entstammte der alten rumänischen Familie Sturza (Sturdza), deren Ursprung bis um 1540 zurückverfolgt werden konnte. Die Familie war lange und intim mit den Regierungen von Moldau und später von Rumänien verbunden. Ihre Mitglieder gehörten zu zwei Hauptzweigen, die ihre Vorfahren in den beiden Söhnen von Chiriac Sturdza hatten, einerseits in Ion Ionita Sandu Sturdza, den Fürst von Moldau von 1822 bis 1828, oder in dem russischen Publizisten und Diplomaten Alexandru Sturdza. Zu weiteren bedeutenden Mitgliedern der Familie zählten der Fürst von Moldau von 1834 bis 1849, Mihail Sturdza, General Grigore Sturdza sowie der mehrmalige Ministerpräsident Rumäniens Dimitrie Alexandru Sturdza.
Nach dem Schulbesuch absolvierte er ein Studium der Wirtschaftswissenschaften an der Staatlichen Universität Wladimir Iljitsch Lenin in Chișinău. Nach Beendigung des Studiums war er zunächst in Bereichen der Wirtschaft sowie des Kulturaustauschs tätig, ehe er zwischen 1983 und 1985 seinen Militärdienst absolvierte und dort zuletzt Oberinstrukteur war. Anschließend war er bis 1987 Referent bei der Gesellschaft der Freundschaft mit anderen Ländern („Asociației de Prietenie cu Țările Străine“). Daraufhin wurde er Stellvertretender Generaldirektor der Außenhandelsgesellschaft der Moldauischen SSR, MOLDEX. In dieser Funktion beschäftigte er sich überwiegend mit Projekten ausländischer Investoren zur Erneuerung der Technik der nationalen Industrie sowie mit Projekten zur Gewährung ausländischer Kredite. Daneben war er verantwortlich für die Koordinierung der Finanzierung, Planung und Errichtung von Konservenfabriken in Orhei, Camenca, Cupcini, Ungheni, Soroca, Florești sowie anderen Städten des Landes.
Nach der Unabhängigkeit Moldaus als eigenständige Republik wurde er 1991 Gründer sowie Direktor und Präsident des Verwaltungsrates von Incomn JSC, eines Unternehmens, das zur führenden Finanz- und Industriegruppe in Bessarabien wurde. Darüber hinaus wurde er Gründer und Eigentümer der „MoldInconBank“ in Chișinău. 1996 wurde er neben diesen Tätigkeiten auch Vorsitzender des Aufsichtsrates der „FinComBank“, die nach Ansicht von Wirtschaftsanalysten zur sichersten und führenden Bank des Landes wurde. Sturza wurde des Weiteren Mitglied des Vorstandes der Internationalen Vereinigung der Hersteller von Fruchtsäften in Paris sowie Mitglied des Obersten Wirtschaftsrates des Präsidenten der Republik Moldau. Durch seine Aktienmehrheit bei Incom erwarb er letztlich eine Monopolstellung bei der Herstellung von Getränken sowie von Obst- und Gemüsekonserven. Dadurch war es ihm durch die Garantie der Regierung auch möglich einen Kredit in Höhe von 22 Millionen US-Dollar des Internationalen Währungsfonds (IWF) zur Erneuerung der privaten Fabrikationstechnologien zu erhalten. Daneben war er auch Präsident der Außenpolitischen Gesellschaft (Asociației pentru Politică Externă) sowie Honorarkonsul von Kasachstan in Moldau.

### Aufstieg zum Ministerpräsidenten Moldaus
Am 22. Mai 1998 wurde er nach Bestätigung durch das Parlament zum Stellvertretenden Ministerpräsidenten sowie zum Minister für Wirtschaft und Reformen in die Regierung von Ministerpräsident Ion Ciubuc berufen und war damit der führende Wirtschaftspolitiker des Landes.
Nach dem Rücktritt von Ciubuc und dem letztlichen Scheitern einer eigenen Regierungsbildung durch den Bürgermeister von Chișinău Serafim Urecheanu wurde er am 19. Februar 1999 von Präsident Petru Lusinschi mit der Bildung einer Regierung beauftragt. Am 3. März 1999 kam es zur ersten Abstimmung im Parlament, wobei er 51 Stimmen der vollzählig anwesenden 101 Abgeordneten erhielt. Aufgrund der am 6. März 1999 ergangenen Entscheidung des Verfassungsgerichtshofes, dass 52 Stimmen für eine Regierungsmehrheit notwendig seien, erfolgte am 12. März 1999 eine erneute Abstimmung im Parlament, bei der Sturza diesmal die notwendige Mehrheit von 52 Stimmen erhielt. Damit gelang im letztlich die Bildung der ersten Regierung eine Koalition der Mitte, der sogenannten Allianz für Demokratie und Reformen (Alianța pentru Democrație și Reforme (ADR)). Seiner am 12. März 1999 vereidigten Regierung gehörten dabei zum Teil auch Minister der Vorgängerregierung an:
- Erster Stellvertretender Ministerpräsident Nicolae Andronic,
- Stellvertretende Ministerpräsidenten Alexandru Muravschi (neu) und Oleg Stratulat,
- Minister für Wirtschaft und Reformen Alexandru Muravschi (neu)
- Staatsminister Vladimir Filat (neu),
- Außenminister Nicolae Tăbăcaru,
- Industrie- und Handelsministerin Alexandra Can (neu),
- Finanzminister Anatolie Arapu,
- Minister für Landwirtschaft und Mittelständische Industrie Valeriu Bulgari,
- Transport- und Kommunikationsminister Victor Cheibaș (neu),
- Umweltminister Arcadie Capcalea (neu),
- Minister für territoriale Entwicklung, Bauwesen und kommunale Zusammenarbeit Mihai Severovan,
- Minister für Erziehung und Wissenschaft Anatol Grimalschi,
- Kulturminister Ghenadie Ciobanu,
- Minister für Wohlfahrt, soziale Sicherheit und Familien Vladimir Gurițenco,
- Gesundheitsminister Eugeniu Gladun,
- Justizminister Ion Păduraru,
- Minister für Nationale Sicherheit General Tudor Botnaru,
- Innenminister Generalmajor Victor Catan,
- Verteidigungsminister Valeriu Pasat
- sowie als Kabinettsmitglieder kraft Amtes der Gouverneur der Autonomen territorialen Einheit Gagausien Gheorghe Tabunșcic und der Bürgermeister von Chișinău, Serafim Urucheanu.

Im Laufe der Amtszeit kam es am 11. Mai 1999 zur Ersetzung von Sicherheitsminister Botnaru durch den bisherigen Verteidigungsminister Pasat, dessen Amt wiederum von Boris Gămurari übernommen wurde. Darüber hinaus wurde am 24. September 1999 Dumitru Croitor Nachfolger von Tabunșcic als Gouverneur der Autonomen territorialen Einheit Gagausien.
Ein Ziel seiner Regierung war dabei die Unterstützung der kleinen und mittelständischen Wirtschaft. Während seiner Regierungszeit kam es zu einer schweren Energiekrise, deren Hauptursache in der Zahlungsunfähigkeit des Landes lag und die damit der Regierung von Sturza vorgeworfen wurde. In der Folgezeit kam es daher immer wieder zu Misstrauensanträgen der Kommunistischen Partei (Partidul Comuniștilor din Republica Moldova), die jedoch mit 40 Stimmen der Parlamentsmehrheit der Parteien der Mitte der ADR unterlag. Am 5. November 1999 forderte eine neue Parlamentsmehrheit, der neben den Kommunisten auch Christliche Demokraten sowie unabhängige Abgeordnete angehörten, eine Neugestaltung der Privatisierungs-, Industrie- und Finanzpolitik des Landes.
Am 9. November 1999 kam es zu einem erneuten Misstrauensantrag. Aufgrund der geänderten Verhältnisse wurde Sturza mit einer Mehrheit von 52 Stimmen das Misstrauen ausgesprochen und dadurch praktisch abgewählt. Die 48 Abgeordneten der Regierungsallianz „Für Demokratie und Reformen“ waren der Abstimmung ferngeblieben. Für ein Misstrauensvotum ist nur die einfache Mehrheit des 101 Abgeordnete zählenden Parlaments vonnöten. Das von den Kommunisten beherrschte Parlament warf der Regierung Sturza Korruption und Misswirtschaft vor. Zugespitzt hatte sich die Situation wegen der Energiekrise und der Ankündigung des russischen Unternehmens Gasprom, die Gaslieferungen an Moldau um vierzig Prozent zu kürzen. Der IWF hatte Moldau einen Kredit in Höhe von 35 Millionen Dollar angeboten, wenn das Parlament der Privatisierung der Wein- und Tabakindustrie zustimme. Die von der Regierung eingebrachten Vorschläge zur Privatisierung der moldauischen Schlüsselindustrien fanden im Parlament allerdings keine Mehrheit, so dass der IWF das Kreditangebot zurückzog.
Ein weiterer Grund für den Sturz der Regierung dürfte aber wohl auch das Bekanntwerden des Berichts einer vom Präsidenten eingesetzten Sonderkommission zur Änderung der Verfassung am 4. August 1999 gewesen sein. Nach diesem Bericht führe das bisherige Regierungssystem zur Instabilität des Landes. Der Bericht forderte daher das exklusive Recht des Präsidenten zur Ernennung des Ministerpräsidenten und der Minister. Darüber hinaus sollte der Präsident Vorsitzender des Obersten Sicherheitsrates werden und alle Staatsanwälte und Richter ernennen können. Zudem sollte die Amtszeit von vier auf fünf Jahre ausgeweitet werden. Daneben sollte der Präsident das Recht zur Auflösung des Parlaments haben falls dieses Gesetzgebungsverfahren für mehr als zwei Monate blockiere. Schließlich sah der Bericht die Verringerung die Anzahl der Parlamentsabgeordneten von 101 auf 70 vor, die ausschließlich in Wahlkreisen gewählt werden sollten.
Präsident Lusinschi beauftragte zunächst den früheren Vizeminisisterpräsidenten unter Andrei Sangheli, Valeriu Bobutac, mit der Regierungsbildung, der jedoch am 22. November 1999 bei der Abstimmung im Parlament scheiterte. Der anschließende Versuch einer Regierungsbildung durch Vladimir Voronin scheiterte ebenso, bis schließlich am 21. Dezember 1999 Dumitru Braghiș Nachfolger von Sturza als Ministerpräsident wurde.

### Ausscheiden aus der Politik
Nach seinem Ausscheiden aus der Politik setzte Sturza seine Tätigkeiten als Unternehmer fort. 2002 übernahm Sturza die Funktionen des Präsidierenden Generaldirektors des Unternehmens ROMPETROL MOLDOVA, das Teil der großen privaten rumänischen Unternehmensgruppe ROMPETROL ist und überwiegend in Rumänien und Südosteuropa war. Schwerpunkt des Unternehmens sind neben Raffinierung die Vermarktung von Erdölprodukten sowie die Entwicklung, Produktion und andere Dienstleistungen in der Erdölindustrie. Dabei kam es 2005 zur Investition des Unternehmens in Höhe von 1,8 Millionen Euro zum Bau einer Plastikfabrik.
Im April 2005 wurde er innerhalb der Unternehmensgruppe ROMPETROL auch Vizepräsident für die Beziehungen zu Russland und der Gemeinschaft Unabhängiger Staaten (GUS). Als solcher ist er vorrangig für die Repräsentation der Unternehmensgruppe in Moskau und den Aufbau und die Stärkung wirtschaftlicher Beziehungen zu Energieunternehmen in den genannten Ländern zuständig. Im April 2006 wurde er darüber hinaus Mitglied des Verwaltungsrates der Unternehmensgruppe ROMPETROL N.V. 2007 war er Initiator der größten Finanztransaktion in Rumänien als die kasachische Erdöl- und Erdgasgesellschaft KazMunayGas für 2,7 Milliarden US-Dollar 75 Prozent der Anteile von ROMPETROL erwarb.